# Leo Proost

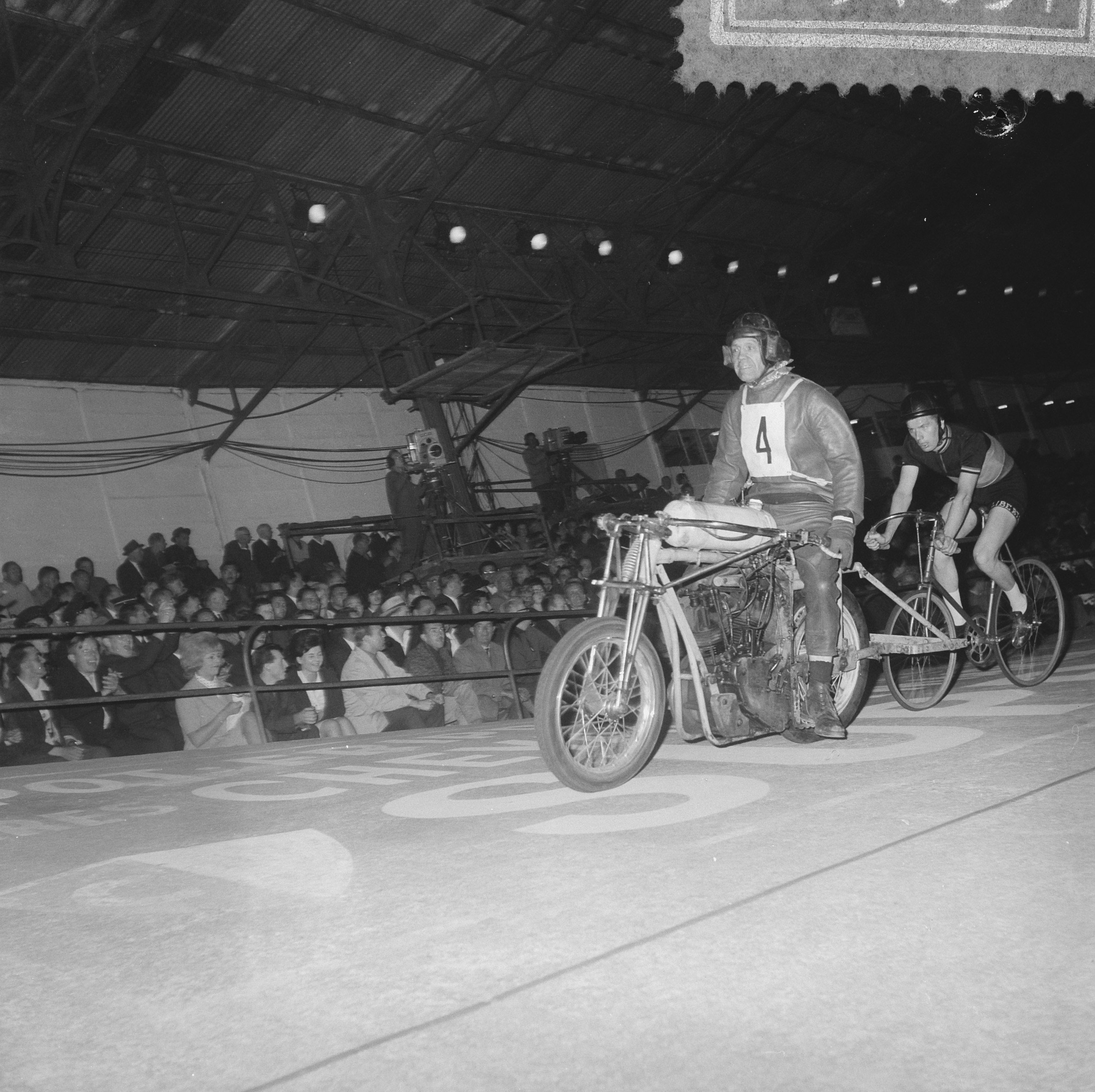
Leo Proost bakom sin pace vid VM i stayer 1963.

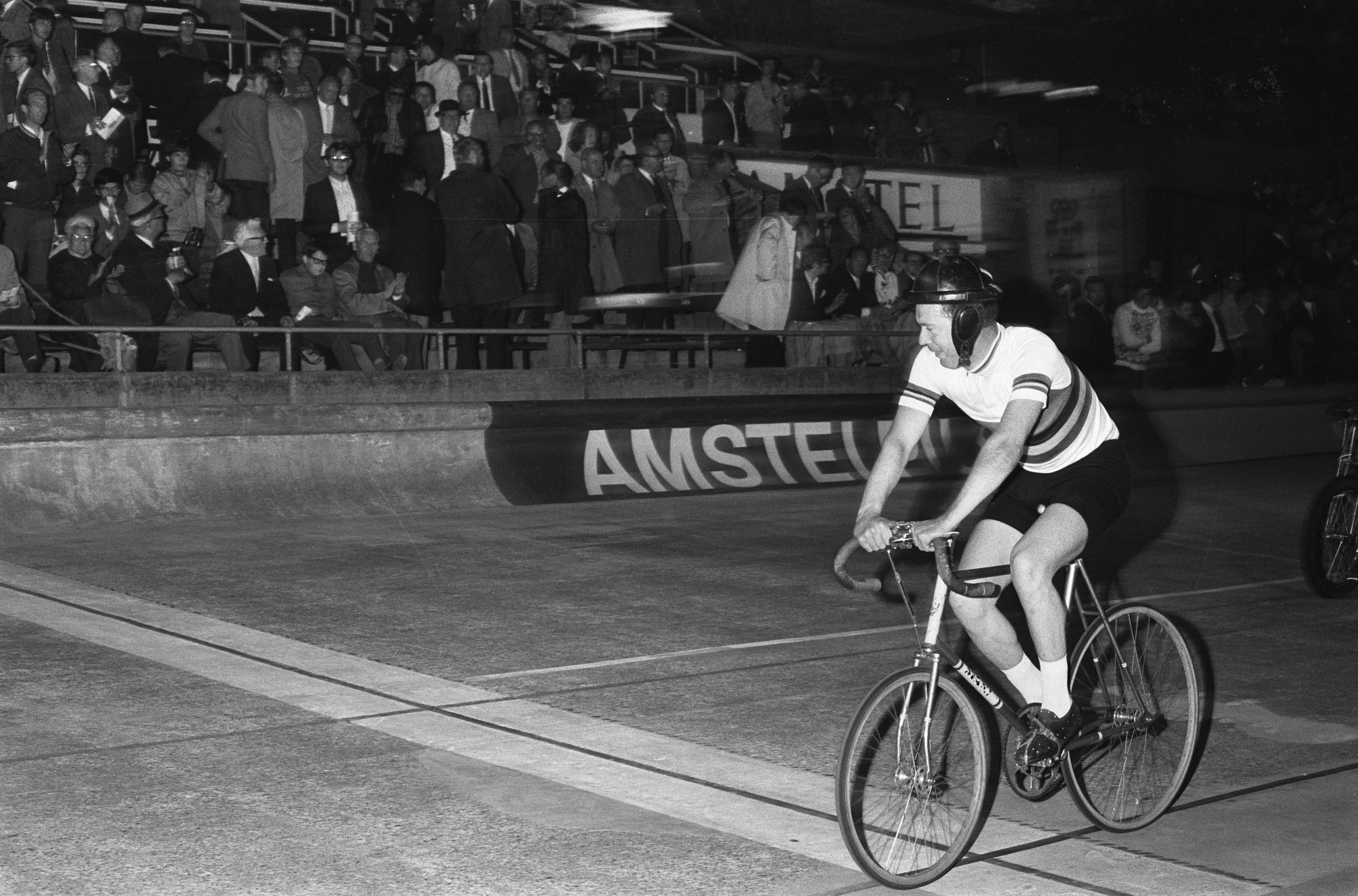
Proost kör ärevarv iklädd sin världsmästartröja vid Amsterdams stayer-GP 1969.

Leo Proost, född den 1 november 1933 i Oud-Turnhout, död den 24 maj 2016 i Turnhout, var en belgisk bancyklist som framför allt var framgångsrik i tävlingar med motorpace, speciellt i stayerlopp, under 1960-talet, då han blev trefaldig världsmästare och dubbel europamästare i denna disciplin.

## Meriter
| 1963 Världsmästare i stayer 1964 2:a i stayer 1966 3:a i stayer 1967 Världsmästare i stayer 1968 Världsmästare i stayer 1963/1964 3:a i stayer 1964/1965 Europamästare i stayer 1965/1966 Europamästare i stayer 2:a i derny 1967/1968 2:a i derny 1968/1969 3:a i derny 1959/1960 2:a i Antwerpens sexdagars (feb.) med Emile Severeyns och Rik Van Steenbergen 3:a i Antwerpens sexdagars (sep./okt.) med August Peeters 1960/1961 2:a i Antwerpens sexdagars (feb.) med Palle Lykke Jensen och Kay Werner Nielsen 1962/1963 Vinnare av Antwerpens sexdagars (feb.) med Palle Lykke Jensen och Rik Van Steenbergen 1963/1964 2:a i Antwerpens sexdagars (feb.) med Palle Lykke Jensen och Rik Van Steenbergen 1965/1966 3:a i Antwerpens sexdagars (feb.) med Ron Baensch och Joseph Verachtert 1966/1967 3:a i Antwerpens sexdagars (feb.) med Emile Severeyns och Tom Simpson 1968/1969 2:a i Antwerpens sexdagars (feb.) med Leo Duyndam och Fritz Pfenninger | Belgiska mästerskap [ 2 ] "Sommarmästerskap" 1959 3:a i individuellt förföljelselopp 1960 2:a i individuellt förföljelselopp 3:a i stayer 1961 3:a i stayer 1962 2:a i individuellt förföljelselopp 1963 Belgisk mästare i stayer 1964 Belgisk mästare i stayer 1965 Belgisk mästare i stayer 1966 Belgisk mästare i stayer 1967 Belgisk mästare i stayer 1968 Belgisk mästare i stayer 1969 2:a i stayer 1970 2:a i stayer "Vintermästerskap" 1960/1961 3:a i madison med Jozef Verachtert 3:a i derny 3:a i stayer 1962/1963 2:a i derny 1963/1964 3:a i derny 1964/1965 Belgisk vintermästare i stayer 1966/1967 Belgisk mästare i derny 1967/1968 2:a i derny 1968/1969 3:a i derny 1969/1970 3:a i derny 1970/1971 2:a i derny |